# Kloveniersburgwal 22-24
Kloveniersburgwal 22-24 is een rijksmonument aan de Kloveniersburgwal in Amsterdam, tegenover het Trippenhuis. De twee panden zijn in de loop van de 18e eeuw gebouwd en later samengevoegd. Op de bel-etage, die al een paar keer gewijzigd is, is sinds 1986 een reisbureau gevestigd.

## Geschiedenis
Eind 19e eeuw ontwikkelde dit deel van de Kloveniersburgwal zich tot een winkelstraat met bedrijfjes in onder andere manufacturen, kleding en luxeartikelen. In 1882 opende Izaak Levison in het pand op nummer 22 een kledingzaak. In 1900 breidde Levison zijn zaak uit met het pand op nummer 24, waarna hij de gevel en het dak liet verbouwen. Sindsdien vormen de huisnummers 22 en 24 een bouwkundige eenheid. Het gebouw heeft vier bouwlagen (begane grond, drie woonetage en een kap met dakkapellen). Na de samenvoeging bleef in de voorgevel de scheiding zichtbaar. Opvallend daarbij is de verschillende gevelindeling voor wat betreft de vensters. Nummer 22 heeft over de drie woonverdiepingen een groot venster geflankeerd door twee smallere; nummer 24 heeft op de eerste en tweede verdiepingen twee grote vensters; de derde verdieping heeft ”slechts” één centraal venster.
In 1997 werd het pand op een veiling aangekocht door Stadsherstel Amsterdam. In 2005 volgde een verbouwing, waarbij de fundering werd vernieuwd. In 2007 zijn de winkelruimte en de drie bovengelegen woningen weer in gebruik genomen.

## Trivia
- In mei 2023 overleed ter hoogte van Kloveniersburgwal 22-24 een Italiaanse toerist nadat hij 's nachts te water was geraakt.[5]
- De kademuur voor Kloveniersburgwal 22-24 is in slechte staat. Daarom is de kade in het najaar van 2020 versterkt met damwanden[6] en zijn sinds mei 2023 voertuigen zwaarder dan 7,5 ton niet meer toegestaan op dit deel van de Kloveniersburgwal.[7]
- Op Kloveniersburgwal 26 staat het witte Klein Trippenhuis, dat met slechts 2,50 meter breedte een van de smalste gevels van Amsterdam heeft en jarenlang te boek stond als het smalste. Singel 166 bleek bij onderzoek in de jaren 30 echter 70 centimeter smaller.

- Rijksmonument: 3024